# Albizia atakataka
Albizia atakataka är en ärtväxtart som beskrevs av René Paul Raymond Capuron. Albizia atakataka ingår i släktet Albizia och familjen ärtväxter. Inga underarter finns listade i Catalogue of Life.